# Demokratiska partiets konvent 2020
Det Demokratiska partiets konvent 2020 hölls den 17–20 augusti 2020, i Wisconsin Center i Milwaukee, Wisconsin. På konventet valde delegater för det Demokratiska partiet att formellt partiets presidentkandidat Joe Biden och vicepresidentkandidat Kamala Harris. Planen var först att konventet skulle hållas redan den 13–16 juli i Milwaukee, men på grund av den pågående Corona-pandemin så flyttades datumet fram.  
På grund av pandemin planerades formatet att vara väsentligt annorlunda från tidigare konvent, varaktigheten för varje konferensdag var betydligt kortare än i tidigare konventioner och de mesta hölls på distans från många platser över hela landet. Trots att det i stort sett var en virtuell konvention kom det att officiellt centreras vid Wisconsin Center, där produktionen hade sitt huvudkontor. Där klubbades det varje natt och ett begränsat antal anföranden (främst från Wisconsin-politiker) arrangerades. 
Bland talarna på konventet fanns Jimmy Carter, Bill Clinton, Barack Obama, John Kerry, Michelle Obama, Jill Biden, Chuck Schumer, Bernie Sanders, Cory Booker, Elizabeth Warren, Amy Klobuchar, Pete Buttigieg, Andrew Yang, Alexandria Ocasio-Cortez och Hillary Clinton med flera. 

## Bakgrund
Det Demokratiska partiet (eller Demokraterna) i USA håller ett konvent inför varje presidentval. Inför dessa konvent är partiets presidentkandidat och vicepresident i praktiken redan framtagna.

### Superdelegaternas roll
Superdelegater är delegater till konventet som automatiskt väljs av partiet, snarare än av resultaten från primärval och caucus. Superdelegatsystemet är kontroversiellt bland demokrater, och anhängare av både Clinton och Sanders har begärt att de ska avlägsnas år 2020.
I juli 2018 återkallade DNC rösträtten för superdelegater vid den första omröstningen, såvida inte en kandidat har säkrat en majoritet med endast lovade delegater.
Förutom president nomineringen röstade superdelegaterna i alla frågor.

### Lovade delegater
Antalet delegerade som tilldelades till var och en av de 50 delstaterna och Washington, D.C., baserades bland annat på andelen röster som varje delstat gav till den demokratiska kandidaten under presidentvalet 2008, 2012 och 2016. Ett fast antal lovade delegater tilldelades till de fem amerikanska territorierna och demokrater utomlands.

#### Avstängda kampanjer
Demokratiska nationella kommitténs urvalsregler för 2020 säger att alla kandidater som inte längre kandiderar tappar de delstatliga delegaterna som de har vunnit och dessa delegater omfördelas sedan till kandidater som fortfarande är med. Tolkningen av denna regel under 2020-valet kan dock vara annorlunda än tolkningen i tidigare val.